# Vikletice
Vikletice (německy Wikletitz) jsou vesnice, část obce Chbany v okrese Chomutov v Ústeckém kraji. Nachází se asi tři kilometry severozápadně od Chban. Vikletice jsou také název katastrálního území o rozloze 5,08 km².

## Název
Antonín Profous odvozuje pojmenování vesnice z osobního jména ve významu ves lidí Viklatových, přičemž jméno Viklata vzniklo složitějším vývojem z německého jména Wiegel. V průběhu dějin je vesnice v písemných pramenech uváděna například pod názvy Wyeckleticz (1332), Wycleticze (1360), Wikleticze (1447) nebo w Wikleticzy (1543).

## Historie
Vikletice a jejich okolí jsou trvale osídleny už po dobu 5000 let. Archeologicky zde bylo odkryto pozdně eneolitické pohřebiště kultury se šňůrovou keramikou, které bylo na počátku devadesátých let dvacátého století největší ve střední Evropě. Osídlení pokračovalo i v době bronzové, železné a římské.
První písemná zmínka o vesnici pochází z roku 1332, kdy patřila k manskému statku Pětipsy, který toho roku získal Fridrich z Egerberka od krále Jana Lucemburského. Podle Rudolfa Anděla se pětipeský statek rozšířil o Vikletice až roku 1360 a Pětipeští z Chýš a Egerberka jej poté drželi až do roku 1500. Část Vikletic na začátku patnáctého století patřila Janu Čepičkovi, který v roce 1411 zemřel a jeho majetek připadl jako odúmrť králi Václavovi IV. Od krále jej poté získali Aleš Kolovrat z Března a Jan Řitka. Část vesnice patřila v první polovině šestnáctého století městu Žatec, kterému ji zkonfiskoval král Ferdinand I. za účast města na stavovském povstání roku 1547. Část Vikletic potom připadla k podbořanskému panství a část patřila okolo roku 1550 k panství postoloprtskému.

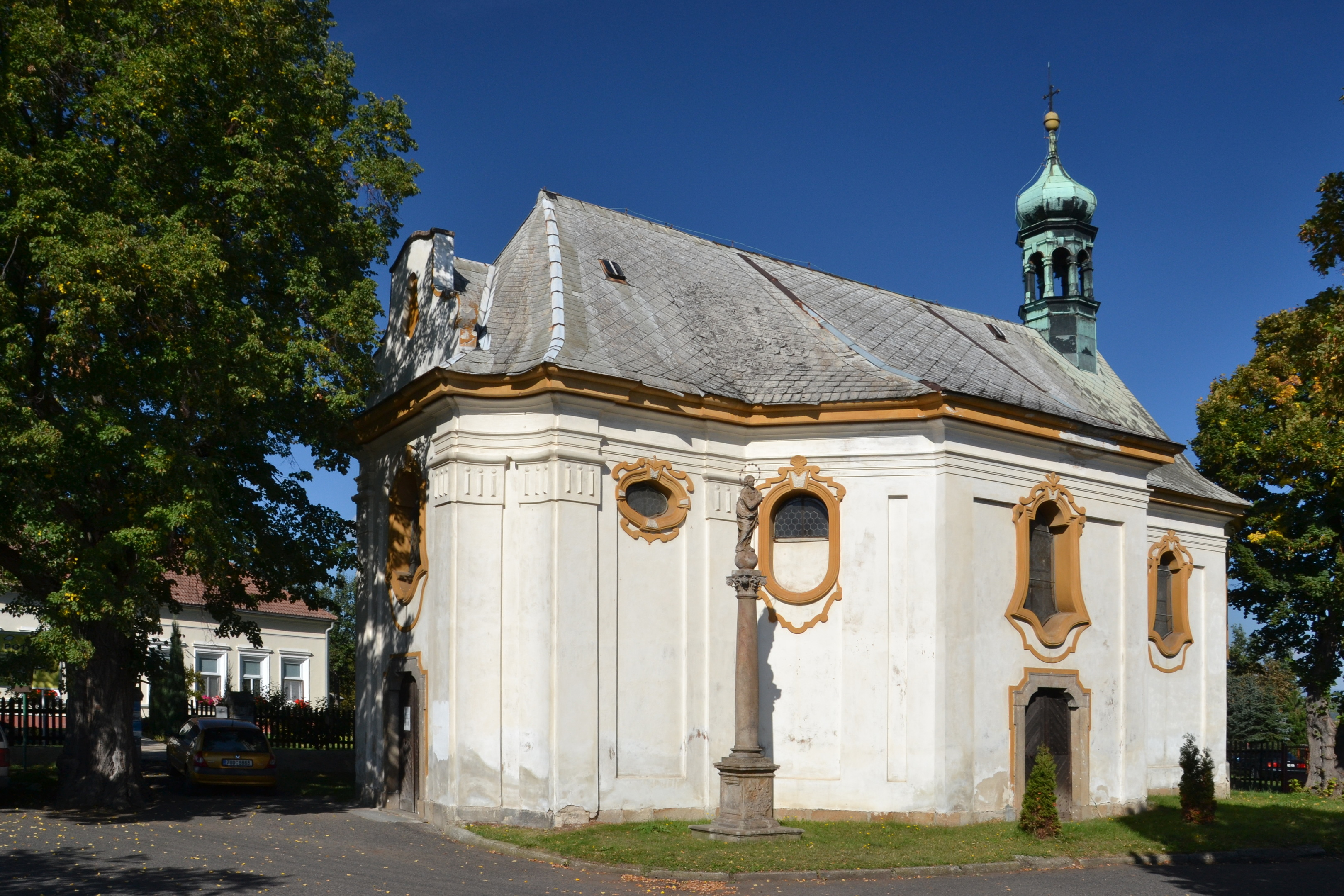
Kaple svaté Anny

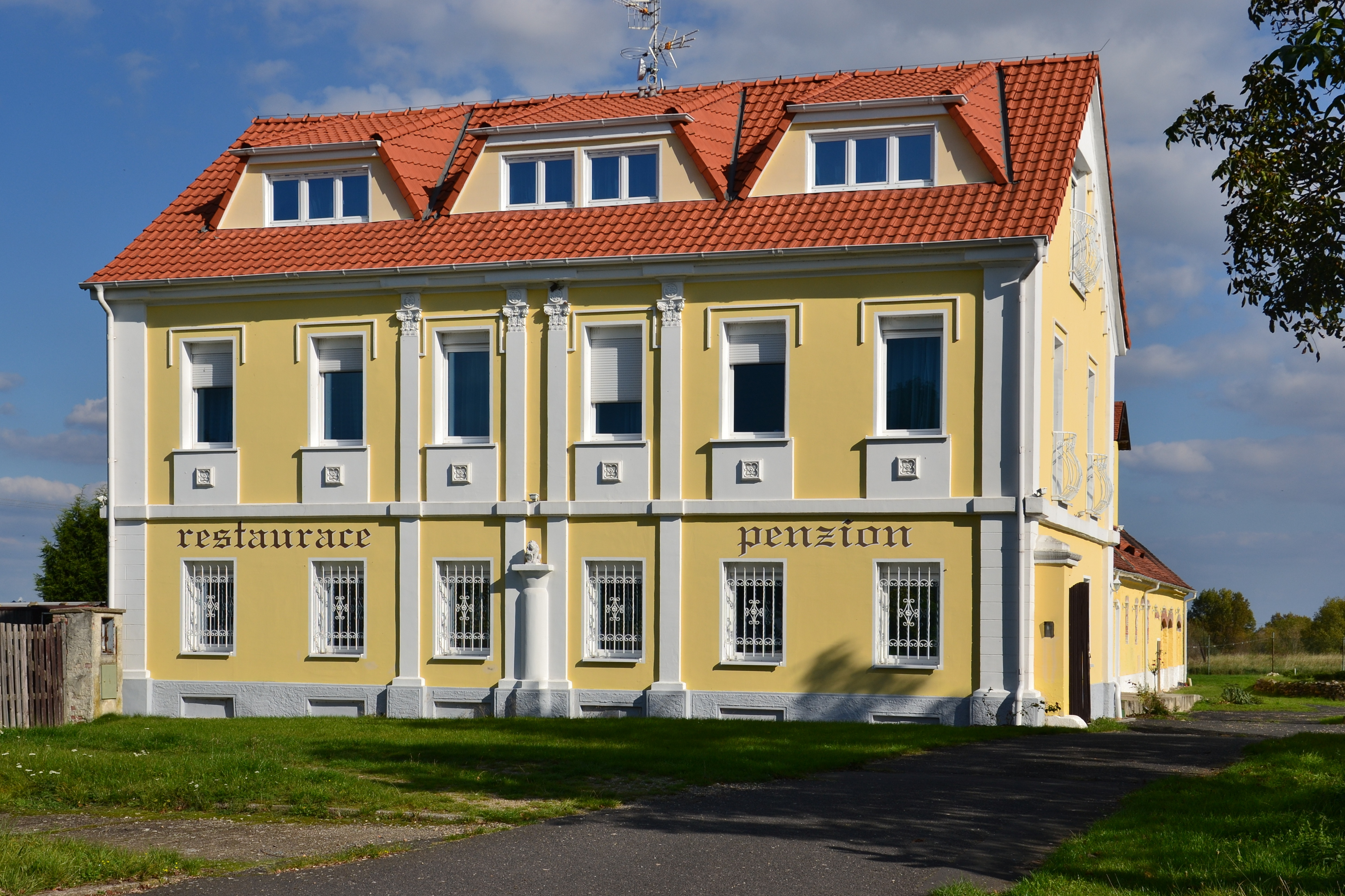
Penzion

Podle hodnocení berní ruly z roku 1654 byla vesnice po třicetileté válce v dobrém stavu. Žili v ní tři sedláci a pět chalupníků, z nichž jeden měl kovárnu a druhý šenk. Sedláci chovali dohromady šest krav, sedm jalovic, sedmnáct ovcí, patnáct prasat a čtyři kozy, zatímco chalupníkům patřilo deset krav, dvě jalovice, šest ovcí, dvanáct prasat a jedna koza. Ve vsi býval pivovar a u něj pivovarský rybník, ve kterém se chovaly ryby.
K dalším majitelům vesnice patřili Lobkovicové a Údrčtí z Údrče. Od sedmnáctého století byly Vikletice součástí soběsuckého panství, u kterého s výjimkou let 1697–1737 zůstaly až do zrušení poddanství.
Koncem devatenáctého století ve Vykleticích fungovaly dva hostince, obchod a živnost provozovali řezník, pekař, kovář, sedlář, kolář, pokrývač, tesař, pánský krejčí, dva ševci a mlynář. Budova pivovaru ještě stála, ale pivo se v ní už nevařilo. Dopravní spojení umožňovaly jen polní cesty a dřevěné mosty přes Ohři u Čermníků a Nechranic. Silnice, která se napojila na okresní silnici Chbany–Soběsuky, se začala stavět až v roce 1907.
Po konci druhé světové války byl v roce 1945 zřízen místní národní výbor. Ve spolupráci s okresní správní komisí v Žatci se podílel na vysídlování německých obyvatel a přidělování uvolněných zemědělských usedlostí českým rolníkům. Nakonec se ve Vikleticích usadilo 26 zemědělců, z nichž každý obdělával v průměru 9,7 hektaru půdy. Zemědělci brzy vytvořili strojní zemědělské družstvo a na nepřidělené půdě začal hospodařit státní statek. V roce 1946 byl založen sbor dobrovolných hasičů. Spojení s okresním městem zajišťovala roku 1948 zřízená autobusová linka Vikletice–Žatec. Ve stejném roce byla ve vesnici provedena elektrifikace.
Do podoby vesnice výrazně zasáhla výstavba vodní nádrže Nechranice, kvůli které muselo být do roku 1966 zbouráno patnáct domů. Vodní nádrž umožnila rozvoj rekreační oblasti. Nevyužitá školní budova byla přestavěna na rybářský dům a v roce 1980 bylo postaveno prvních deset chat s celkem čtyřiceti lůžky. Během osmdesátých let dvacátého století bylo vybudováno pohostinství, tábořiště a rostl počet rekreačních chat. Kromě rekreačních zařízení ve vsi hospodařil státní statek, který v té době obdělával 2100 hektarů půdy a zaměstnával asi sto lidí.

## Obyvatelstvo
Při sčítání lidu v roce 1921 zde žilo 201 obyvatel (z toho 97 mužů), z nichž bylo dvacet Čechoslováků, 177 Němců a čtyři cizinci. Kromě dvou židů byli členy římskokatolické církve. Podle sčítání lidu z roku 1930 měla vesnice 237 obyvatel: 58 Čechoslováků, 175 Němců a čtyři cizince. Převládali římští katolíci, ale kromě nich zde žilo také dvanáct evangelíků, tři členové církve československé a tři lidé bez vyznání.
|                                                                                | 1869 | 1880 | 1890 | 1900 | 1910 | 1921 | 1930 | 1950 | 1961 | 1970 | 1980 | 1991 | 2001 | 2011 | 2021 |
| ------------------------------------------------------------------------------ | ---- | ---- | ---- | ---- | ---- | ---- | ---- | ---- | ---- | ---- | ---- | ---- | ---- | ---- | ---- |
| Obyvatelé                                                                      | 221  | 210  | 238  | 215  | 191  | 201  | 237  | 107  | 97   | 50   | 31   | 20   | 24   | 17   | 23   |
| Domy                                                                           | 39   | 39   | 36   | 40   | 41   | 42   | 38   | 41   | 51   | 10   | 10   | 10   | 11   | 12   | 11   |
| Počet domů z roku 1961 zahrnuje také domy místních částí Soběsuky a Vadkovice. |      |      |      |      |      |      |      |      |      |      |      |      |      |      |      |

## Obecní správa
V roce 1850 se vesnice nestala samostatnou obcí, ale jako osada byla připojena k Soběsukám. Při sčítání lidu v letech 1869–1930 byly Vikletice osadou obce Soběsuky v okrese Žatec. Po druhé světové válce se staly v listopadu 1948 rozhodnutím okresního národního výboru v Žatci samostatnou obcí s osadami Soběsuky a Vadkovice, ale od 1. července byly při reorganizaci územní správy převedeny do okresu Chomutov a staly se i se svými osadami částí obce Chbany.

## Školství

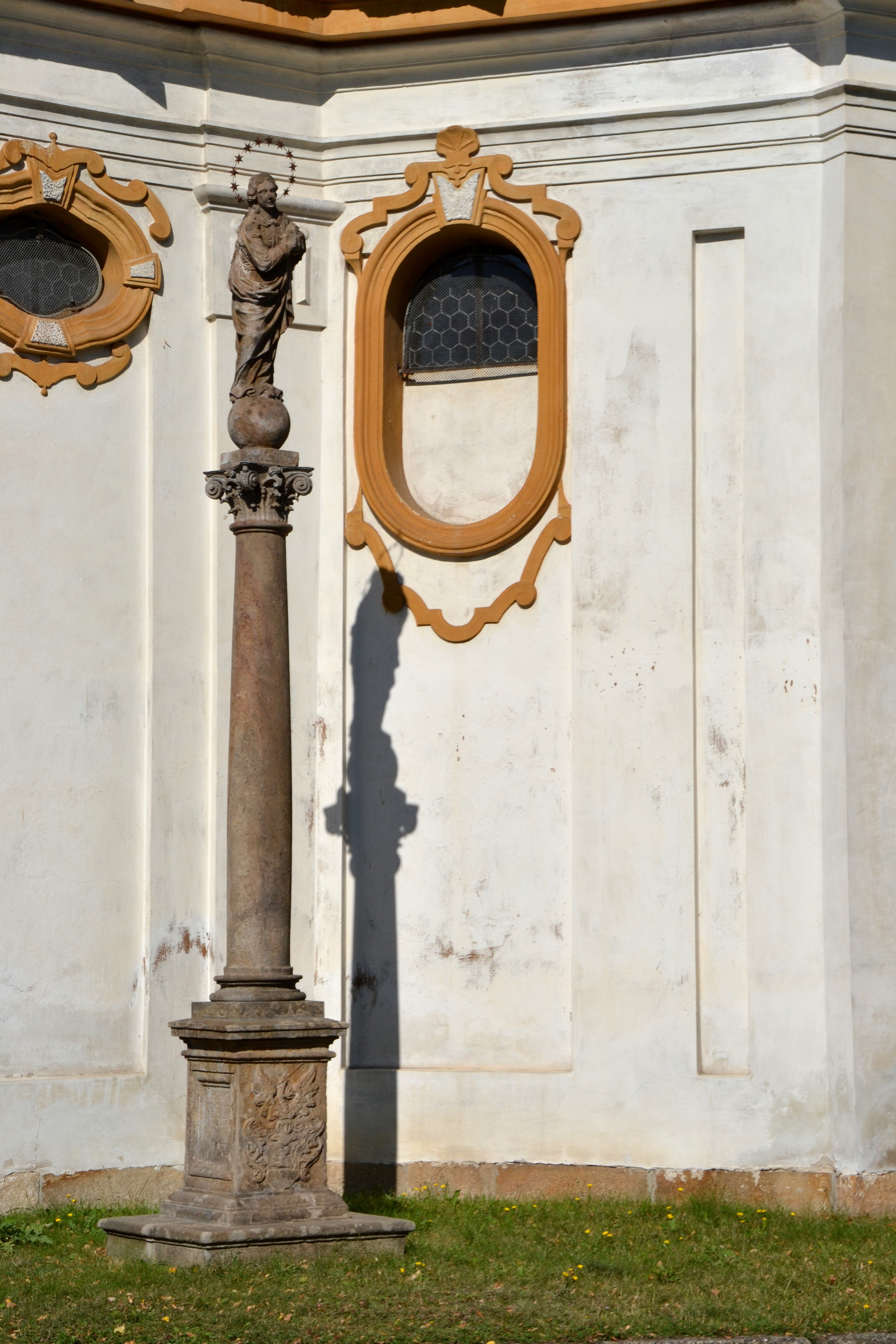
Sloup se sochou Panny Marie

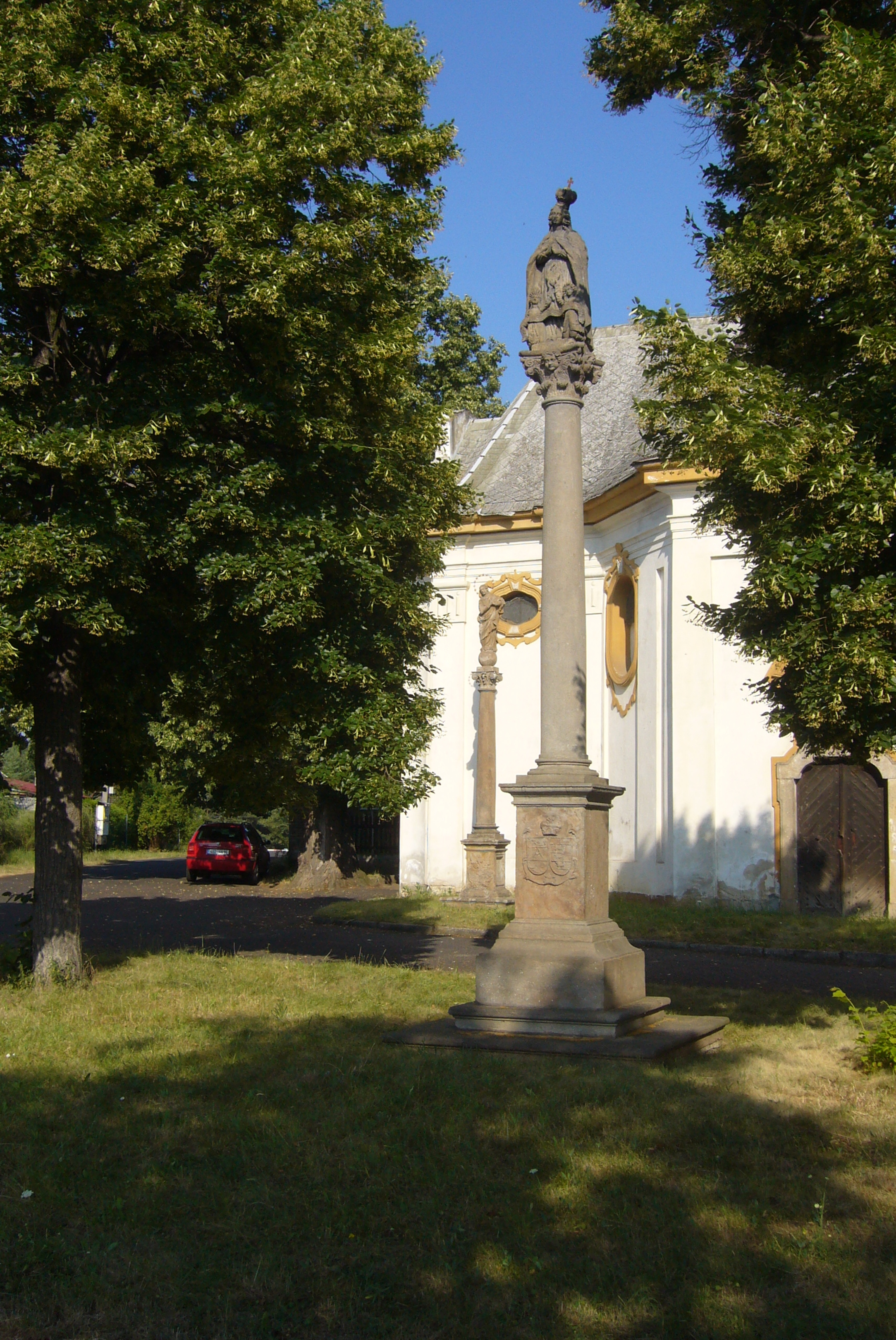
Sloup se sochou Panny Marie z Libouše

Budova vikletické školy byla postavena v roce 1905 a před jejím dokončením chodily děti z Vykletic do školy v Soběsukách. V roce 1921 byla otevřena jednotřídní česká škola, do které začalo chodit 24 žáků. Navštěvovali ji také žáci z okolních vesnic, a protože jejich počet rostl, byla od roku 1933 otevřena druhá třída. Během druhé světové války česká škola nefungovala a znovu otevřena byla až v září roku 1946. Do roku 1947 do ní chodily také děti z Drahonic, Chban, Přeskak, Soběsuk, Roztyl a Vadkovic. Od 1. září 1947 byla otevřena škola v Soběsukách, a k vikletické škole patřily už jen děti z Drahonic a Vadkovic. U školy byla zřízena veřejná knihovna. Škola i s knihovnou byla zrušena v šedesátých letech dvacátého století a děti od té doby dojížděly do školy ve Chbanech, kam byla přestěhována i knihovna.

## Pamětihodnosti

### Kaple a okolí
Dominantou návsi je barokní kaple svaté Anny z let 1744–1745. U kaple roste asi 200 let starý památný strom Vikletická lípa s obvodem kmene přes 340 centimetrů. Stojí u ní také dva mariánské sloupy. Sloup se sochou Panny Marie před kaplí je z roku 1716 a byl do Vikletic přemístěn z Libouše, která zanikla kvůli těžbě uhlí. Dřík sloupu stojí na čtverhranném soklu s erbem a letopočtem na čelní straně a nese volutami a hlavami andělů zdobenou hlavici, na které stojí vlastní socha. Ta je doplněna menšími postavami muže a ženy, které společně drží srdce. Nápis na pásce přes tyto sochy je nečitelný. Druhý mariánský sloup stojí těsně u zdi kaple na pískovcovém stupni. Čtverhranný sokl zdobený po stranách erby nese dřík ukončený volutami, které podpírají plošinu se zeměkoulí, na které stojí socha Panny Marie se sepjatýma rukama.

### Zámek
V bývalém hospodářském dvoře stojí nevýrazná budova vikletického zámku, který nechal postavit baron Karel Leopold Stieber v roce 1849. Jednopatrová budova v empírovém slohu má valbovou střechu a průčelí zdůrazněné rizalitem s trojúhelníkovým tympanonem. Fasády jsou členěné lizénami, mezipatrovou profilovanou římsou a průběžnou podokenní římsou v patře. Po druhé světové válce zámeckou budovu využíval státní statek, který ji nechal upravit na byty pro své zaměstnance.